# جائزة ألبرت أينشتاين العالمية للعلوم
جائزة ألبرت أينشتاين العالمية للعلوم، جائزة سنوية يمنحها المجلس الثقافي العالمي اعترافاً وحافزاً للبحث والتطوير العلمي والتكنولوجي، مع إيلاء اهتمام خاص للبحوث التي تحقق فائدة حقيقية للبشرية. يتم تقييم المرشحين للجائزة من قبل لجنة متعددة الاختصاصات، تتكون من علماء مشهورين على مستوى العالم، بينهم 25 عالماً من الحائزين على جائزة نوبل. سميت الجائزة نسبة للعالم ألبرت أينشتاين وتتضمن شهادة وميدالية تذكارية و 10000 دولار أمريكي.

## فائزون بالجائزة
| السنة | الفائز                         | مؤسسة الفائز                                     | مجال البحث                    | مستضيف الاحتفال                                           | موقع الاحتفال                                                    | الدولة المستضيفة للاحتفال | تاريخ الاحتفال                        | ملاحظات.                            |
| ----- | ------------------------------ | ------------------------------------------------ | ----------------------------- | --------------------------------------------------------- | ---------------------------------------------------------------- | ------------------------- | ------------------------------------- | ----------------------------------- |
| 2019  | تشونغ لين وانغ                 | معهد جورجيا التقني                               | أبحاث طاقة النانو             | جامعة تسوكوبا                                             | جامعة تسوكوبا، تسوكوبا                                           | اليابان                   | 4 أكتوبر 2019 (مخطط)                  | [ 2 ] [ 3 ] [ 4 ] [ 5 ] [ 6 ] [ 7 ] |
| 2018  | جان بيير شانجو                 | معهد باستير                                      | العلوم العصبية                | جامعة مدينة هونج كونج                                     | جامعة مدينة هونج كونج، هونج كونج                                 | الصين                     | 8 نوفمبر 2018                         | [ 8 ] [ 9 ] [ 10 ] [ 11 ]           |
| 2017  | عمر ياغي                       | جامعة كاليفورنيا (بركلي)                         | الكيمياء                      | جامعة لايدن                                               | بيترسكيرك، لايدن                                                 | هولندا                    | 8 نوفمبر 2017                         | [ 12 ] [ 13 ] [ 14 ]                |
| 2016  | إدوارد ويتن                    | جامعة برنستون                                    | فيزياء، رياضيات               | جامعة ريغا التقنية                                        | مكتبة لاتفيا الوطنية، ريغا، لاتفيا                               | لاتفيا                    | 14 تشرين الأول (أكتوبر)، 2016 (أسقطت) | [ 15 ] [ 16 ]                       |
| 2015  | إيوين فان ديشويك               | جامعة لايدن                                      | فيزياء فلكية                  | جامعة دندي                                                | كيرد هول، دندي، اسكتلندا                                         | المملكة المتحدة           | 19 تشرين الثاني (نوفمبر) 2015         | [ 17 ] [ 18 ] [ 19 ]                |
| 2014  | فيليب كوهين                    | جامعة دندي                                       | إنزيم                         | جامعة آلتو                                                | مبنى أوتاكاري 1، جامعة آلتو، إسبو                                | فنلندا                    | 17 تشرين الثاني (نوفمبر) 2014         | [ 20 ] [ 21 ]                       |
| 2013  | بول نرس                        | جامعة روكفلر                                     | علم الوراثة                   | جامعة نانيانغ التكنولوجية                                 | قاعة نانيانغ، جامعة نانيانغ التكنولوجية، سنغافورة                | سنغافورة                  | 2 تشرين الأول (أكتوبر) 2013           | [ 22 ] [ 23 ] [ 24 ] [ 25 ]         |
| 2012  | مايكل غراتزيل                  | كلية البوليتيكنيك الاتحادية في لوزان             | طاقة شمسية                    | جامعة آرهوس                                               | القاعة الرئيسية، جامعة آرهوس، آرهوس                              | الدنمارك                  | 18 نيسان (أبريل) 2012                 | [ 26 ] [ 27 ] [ 28 ] [ 29 ] [ 30 ]  |
| 2011  | جيفري ألان أوزين               | جامعة تورنتو                                     | كيمياء النانو                 | جامعة تارتو                                               | قاعة التجميع، جامعة تارتو، تارتو                                 | إستونيا                   | 10 تشرين الثاني (نوفمبر) 2011         | [ 31 ] [ 32 ] [ 33 ]                |
| 2010  | خوليو مونتانار                 | مركز كولومبيا البريطانية للتميّز في أبحاث الإيدز  | طب حيوي                       | جامعة دولة المكسيك الحكومية                               | جامعة دولة المكسيك الحكومية، تولوكا                              | المكسيك                   | 8 كانون الأول (ديسمبر) 2010           | [ 34 ] [ 35 ] [ 36 ] [ 37 ]         |
| 2009  | جون هوغتون                     | مبادرة جون راي                                   | أبحاث البيئة                  | جامعة لييج                                                | قاعة الأكاديمية، جامعة لييج، لييج                                | بلجيكا                    | 25 تشرين الثاني (نوفمبر) 2009         | [ 38 ] [ 39 ] [ 40 ] [ 41 ]         |
| 2008  | عادا يونات                     | معهد وايزمان للعلوم                              | علم البلورات                  | جامعة برنستون                                             | قاعة ألكسندر، جامعة برنستون/ برينستون (نيو جيرسي)                | الولايات المتحدة          | 11 تشرين الثاني (نوفمبر) 2008         | [ 42 ] [ 43 ]                       |
| 2007  | جيمس فريزر ستودارت             | جامعة كاليفورنيا (لوس أنجلوس)                    | كيمياء وتقنية النانو الجزيئية | جامعة نوفو ليون الحكومية                                  | مسرح الجامعة، الحرم الجامعي في ميديروس، مونتيري                  | المكسيك                   | 24 تشرين الثاني (نوفمبر) 2007         | [ 44 ] [ 45 ] [ 46 ]                |
| 2006  | أحمد زويل                      | معهد كاليفورنيا للتقنية                          | كيمياء الفيمتو                | المعهد الوطني للفنون التطبيقية                            | قصر الفنون الجميلة (مدينة المكسيك)، مدينة مكسيكو                 | المكسيك                   | 28 تشرين الأول (أكتوبر) 2006          | [ 47 ] [ 48 ] [ 49 ] [ 50 ]         |
| 2005  | جون هوبفيلد                    | جامعة برنستون                                    | علوم الحياة                   | جامعة أنطونيو نارو                                        | مسرح المدينة، سالتيو                                             | المكسيك                   | 12 تشرين الثاني (نوفمبر) 2005         | [ 51 ] [ 52 ] [ 53 ]                |
| 2004  | رالف سيستيرون                  | جامعة كاليفورنيا (إرفاين)                        | كيمياء الغلاف الجوي           | جامعة لييج                                                | رمسرح أوروبا، جامعة لييج، لييج                                   | بلجيكا                    | 8 تشرين الثاني (نوفمبر) 2004          | [ 54 ] [ 55 ] [ 56 ]                |
| 2003  | مارتن ريس                      | جامعة كامبريدج                                   | فيزياء فلكية                  | جامعة هلسنكي، الجمعية الفنلندية للعلوم والآداب            | المكتبة الوطنية الفنلندية، جامعة هلسنكي، هلسنكي                  | فنلندا                    | 17 تشرين الثاني (نوفمبر) 2003         | [ 57 ] [ 58 ]                       |
| 2002  | دانيال جانزين                  | جامعة بنسلفانيا                                  | علم الأحياء                   | كلية الثالوث (دبلن)                                       | قاعة الاختبارات، كلية الثالوث (دبلن)، دبلن                       | جزيرة أيرلندا             | 14 تشرين الثاني (نوفمبر) 2002         | [ 59 ] [ 60 ]                       |
| 2001  | نيلز بيربامر                   | جامعة فيينا                                      | العلوم العصبية                | جامعة أوتريخت                                             | مبنى الأكاديمية، أوترخت                                          | هولندا                    | 21 تشرين الثاني (نوفمبر) 2001         | [ 61 ]                              |
| 2000  | فرانك فنر                      | الجامعة الوطنية الأسترالية                       | علم الأحياء                   | جامعة ويتواترسراند                                        | القاعة الكبرى، جامعة ويتواترسراند، جوهانسبرغ                     | جنوب أفريقيا              | 1 تشرين الثاني (نوفمبر) 2000          | [ 62 ]                              |
| 1999  | روبرت وينبيرغ                  | معهد ماساتشوست للتكنولوجيا                       | طب                            | الجامعة النرويجية للعلوم والتكنولوجيا                     | المبنى الرئيسي، الجامعة النرويجية للعلوم والتكنولوجيا، تروندهايم | النرويج                   | 11 تشرين الثاني (نوفمبر) 1999         | [ 63 ] [ 64 ]                       |
| 1998  | تشارلز غولدمان                 | جامعة كاليفورنيا (دافيس)                         | علوم البيئة                   | جامعة فيكتوريا (ويلينغتون)                                | مبنى هنتر، ويلينغتون                                             | نيوزيلندا                 | 19 تشرين الثاني (نوفمبر) 1998         | [ 65 ] [ 66 ]                       |
| 1997  | جان-ماري غويسين                | جامعة لييج                                       | كيمياء حيوية                  | جامعة شولالونغكورن                                        | القاعة الرئيسة، جامعة شولالونغكورن، بانكوك                       | تايلاند                   | 12 تشرين الثاني (نوفمبر) 1997         | [ 67 ] [ 68 ]                       |
| 1996  | أليك جيفريز                    | جامعة لستر                                       | علم الأحياء الجزيئي           | جامعة أوكسفورد                                            | قاعة فولتير، معهد تايلور، أكسفورد                                | المملكة المتحدة           | 23 تشرين الثاني (نوفمبر) 1996         | [ 69 ]                              |
| 1995  | هيربرت جاسبر                   | جامعة مونتريال                                   | أبحاث الدماغ                  | المعهد الوطني للفنون والآداب (المكسيك)                    | قصر الفنون الجميلة (مدينة المكسيك)، مدينة مكسيكو                 | المكسيك                   | 16 كانون الأول (ديسمبر) 1995          | [ 70 ]                              |
| 1994  | فرانك شيروود رولاند            | جامعة كاليفورنيا (إرفاين)                        | علوم البيئة                   | لجنة بيانات العلوم والتقنية، المجلس الدولي للعلوم، يونسكو | مركز المؤتمرات، شامبيري                                          | فرنسا                     | 19 أيلول(سبتمبر) 1994                 | [ 71 ] [ 72 ]                       |
| 1993  | علي جوان                       | معهد ماساتشوست للتكنولوجيا                       | الفيزياء البصرية              | رئاسة الجمهورية                                           | قصر الفنون الجميلة (مدينة المكسيك)، مدينة مكسيكو                 | المكسيك                   | 19 كانون الأول (ديسمبر) 1993          | [ 73 ]                              |
| 1992  | ريموند ليموكس                  | جامعة ألبرتا                                     | كيمياء عضوية                  | مجلس الأبحاث الوطني (كندا)                                | مبنى ليستر بيرسون، أوتاوا                                        | كندا                      | 1992                                  | [ 74 ]                              |
| 1991  | ألبرشت فليكنشتاين              | جامعة فرايبورغ                                   | علم وظائف الأعضاء             | الجامعة الوطنية الأسترالية                                | مبنى الاستشارات، الجامعة الوطنية الأسترالية، كانبرا              | أستراليا                  | 1991                                  | [ 75 ]                              |
| 1990  | غوستاف نوزال                   | قاعة والتر وإليزا، معهد الأبحاث الطبية           | علم المناعة                   | المعهد الفدرالي السويسري للتكنولوجيا في زيورخ             | غرفة القبة، المعهد الفدرالي السويسري للتكنولوجيا في زيورخ، زيورخ | سويسرا                    | 1990                                  | [ 76 ]                              |
| 1989  | مارتين كامين                   | جامعة كاليفورنيا الجنوبية                        | كيمياء حيوية                  | معهد ماساتشوست للتكنولوجيا                                | قاعة إدجيرتون، معهد ماساتشوست للتكنولوجيا، كامبريدج              | الولايات المتحدة          | 8 تشرين الثاني (نوفمبر) 1989          | [ 77 ]                              |
| 1988  | مارغاريت بوربيدج               | جامعة كاليفورنيا (سان دييغو)                     | الفيزياء الفلكية              | المعهد الوطني للفنون التطبيقية                            | قصر الفنون الجميلة (مدينة المكسيك)، مدينة مكسيكو                 | المكسيك                   | 19 تشرين الثاني (نوفمبر) 1988         | [ 78 ] [ 79 ]                       |
| 1987  | هيو هكسلي                      | جامعة برانديز                                    | علم الأحياء الجزيئي           | جامعة هايدلبرغ                                            | جامعة هايدلبرغ، هايدلبرغ                                         | ألمانيا                   | 26 تشرين الثاني (نوفمبر) 1987         | [ 80 ]                              |
| 1986  | مونكومبو سامباسيفان سواميناثان | معهد أبحاث الأرز الدولي                          | الزراعة                       | جامعة غوادالاخارا                                         | مسرح ديغولادو، غوادالاخارا                                       | المكسيك                   | 6 تشرين الثاني (نوفمبر) 1986          | [ 81 ]                              |
| 1985  | ورنر ستوم                      | المعهد الاتحادي السويسري لعلوم وتكنولوجيا المياه | علوم البيئة                   | المعهد الملكي للتكنولوجيا                                 | ستوكهولم                                                         | السويد                    | 21 تشرين الثاني (نوفمبر) 1985         | [ 82 ]                              |
| 1984  | ريكاردو بريساني                | معهد التغذية في أمريكا الوسطى وبنما (INCAP)      | تغذية                         | المركز الثقافي العالمي                                    | قاعة سان بيدرو، سان بيدرو غارزا غارسيا                           | المكسيك                   | 29 تشرين الثاني (نوفمبر) 1984         | [ 83 ]                              |

## وصلات خارجية
- الموقع الرسمي